# Alosa agone
Alosa agone är en fiskart som först beskrevs av Scopoli, 1786.  Alosa agone ingår i släktet Alosa och familjen sillfiskar. Inga underarter finns listade i Catalogue of Life.
Denna fisk förekommer i norra och centrala delar av Medelhavet nära kusterna. Utbredningsområdet sträcker sig från nordöstra Spanien till södra Turkiet och sedan söderut till Nilens delta. Alosa agone hittas även kring Korsika, Sardinien, Sicilien, Kreta och Cypern. Fisken simmar ibland upp i floder som Rhône eller Drini. Avgränsade populationer finns i sötvattensjöarna Comosjön, Gardasjön, Ortasjön, Lago Maggiore, Luganosjön och Iseosjön.
Hannar och honor vandrar uppför floder för fortplantningen mellan maj och augusti. Parningen sker i klara nätter med månljus. Hannar blir efter 2 till 3 år könsmogna och honor efter 3 till 4 år. Födan består främst av smådjur som hinnkräftor och hoppkräftor som kompletteras med små fiskar, ofta smörbultar och slemfiskar.
Beståndet hotas regionalt av dammbyggnader som blockerar vägen till fortplantningsstället och av vattenföroreningar. IUCN kategoriserar arten globalt på grund av den stora utbredningen som livskraftig.

## Bildgalleri

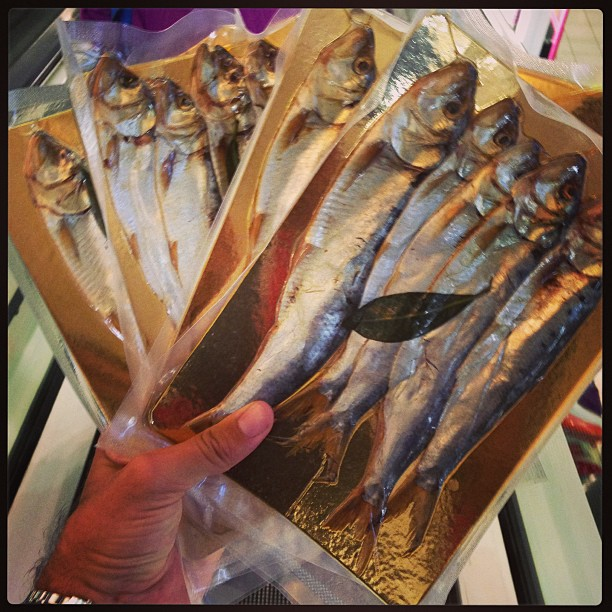